# A magyar labdarúgó-bajnokság aranyérmes játékosainak listája: W
Az alábbi lista a magyar labdarúgó-bajnokság bajnokcsapatainak játékosait sorolja fel, W kezdőbetűvel, bajnoki cím száma, egyesületek és idények szerint.

## W
| Játékos          | Bajnoki cím | Csapat(ok)    | Idény(ek)                                                        |
| ---------------- | ----------- | ------------- | ---------------------------------------------------------------- |
| Wagner Rudolf    | 2           | Budapesti TC  | 1901, 1902                                                       |
| Wágner Zsolt     | 1           | Újpesti Dózsa | 1989–90                                                          |
| Waldinger László | 1           | Ferencváros   | 1939–40                                                          |
| Waltner Róbert   | 1           | Zalaegerszeg  | 2001–02                                                          |
| Wéber Lajos      | 1           | Hungária      | 1928–29                                                          |
| Weimper István   | 1           | Bp. Honvéd    | 1979–80                                                          |
| Weinber János    | 5           | Ferencváros   | 1908–09, 1909–10, 1910–11, 1911–12, 1912–13                      |
| Weinber József   | 1           | Ferencváros   | 1903                                                             |
| Weisz Ferenc     | 8           | Ferencváros   | 1903, 1905, 1906–07, 1908–09, 1909–10, 1910–11, 1911–12, 1912–13 |
| Weisz Gyula      | 1           | MTK           | 1907–08                                                          |
| Weisz József     | 1           | MTK           | 1918–19                                                          |
| Weisz Lajos      | 1           | MTK           | 1904                                                             |
| Weisz Leó        | 4           | MTK           | 1920–21, 1921–22, 1922–23, 1924–25                               |
| Welser Tibor     | 2           | MTK           | 1919–20, 1920–21                                                 |
| Wessely Ferenc   | 1           | Ferencváros   | 1910–11                                                          |
| Wester Károly    | 2           | MTK           | 1923–24, 1924–25                                                 |
| Winkler József   | 4           | MTK           | 1916–17, 1917–18, 1918–19, 1919–20                               |
| Winkler Róbert   | 1           | MTK           | 1923–24                                                          |
| Wukovics László  | 1           | Ferencváros   | 1991–92                                                          |
| Wunder András    | 1           | Rába ETO      | 1982–83                                                          |